# 前610年
| 千纪： | 前1千纪 |
| 世纪： | 前8世纪 \| 前7世纪 \| 前6世纪 |
| 年代： | 前640年代 \| 前630年代 \| 前620年代 \| 前610年代 \| 前600年代 \| 前590年代 \| 前580年代                                                                                   |
| 年份： | 前615年 \| 前614年 \| 前613年 \| 前612年 \| 前611年 \| 前610年 \| 前609年 \| 前608年 \| 前607年 \| 前606年 \| 前605年                                                     |
| 纪年： | 周匡王三年 魯文公十七年 齊懿公三年 晉靈公十一年 秦康公十一年 宋文公元年 楚庄王四年 衛成公二十五年 陈灵公四年 蔡文侯二年 曹文公八年 郑穆公十八年 燕桓公八年 杞桓公二十七年 |

## 大事記
- 周甘歜敗戎之戰，东周王室的卿士甘歜乘戎人饮酒，击败戎人。
- 齊攻魯西鄙之戰，齊懿公攻打魯國北部邊境，襄仲請求結盟。

## 出生
- 阿那克西曼德 (约公元前610年~前546年), 古希腊哲学家。

## 逝世
- 伯樂